# Портрет Егора Карловича Сиверса
«Портрет Егора Карловича Сиверса» — картина Джорджа Доу, из Военной галереи Зимнего дворца.
Картина представляет собой погрудный портрет генерал-майора графа Егора Карловича Сиверса из состава Военной галереи Зимнего дворца.
С начала Отечественной войны 1812 года полковник граф Сиверс командовал 1-м пионерным полком в 1-м отдельном пехотном корпусе П. Х. Витгенштейна, отличился в сражении под Клястицами, а за второе Полоцкое сражение был произведён в генерал-майоры. С начала Заграничных походов 1813 и 1814 годов был шефом новосформированного Сапёрного полка, после сражения под Бауценом возглавлял все инженерные войска в армии М. Б. Барклая де Толли. В кампании Ста дней вновь совершил поход во Францию.
Изображён на фоне пейзажа в генеральском мундире Инженерного корпуса, введённом в 1817 году, на плечи наброшена шинель. Слева на груди звезда ордена Св. Анны 1-й степени с алмазами; на шее кресты австрийского ордена Леопольда 2-й степени и прусского ордена Красного орла 2-й степени; по борту мундира крест ордена Св. Владимира 3-й степени (надет с нарушением правил ношения: он должен располагаться на шее выше иностранных орденов); справа на груди серебряная медаль «В память Отечественной войны 1812 года» на Андреевской ленте, крест французского ордена Св. Людовика 3-й степени, бронзовая дворянская медаль «В память Отечественной войны 1812 года» на Владимирской ленте; из-под бахромы эполета виден край звезды ордена Св. Владимира 2-й степени. На фоновом пейзаже изображены небольшие холмы со строениями, видны шпиль и две башни (или колокольни); на переднем плане две пушки. Справа ниже пушек подпись художника и дата: paintd fr nature by G. D…e R A 1821. Подпись на раме: Графъ Е. К. Сиверсъ 3й, Генералъ Маiоръ. Хранитель британской живописи в Эрмитаже Е. П. Ренне и вслед за ней А. А. Подмазо французский орден Св. Людовика ошибочно определяют как орден Военных заслуг. Однако крест подвешен на красной ленте, чётко просматривается обильное заполнение золотым содержимым (лилиями) между лучей креста — всё это подходит к ордену Св. Людовика, а ордену Военных заслуг полагалась синяя лента и межлучевое заполнение у него минимально.
7 августа 1820 года Комитетом Главного штаба по аттестации граф Сиверс был включён в список «генералов, заслуживающих быть написанными в галерею» и 3 июля 1821 года император Александр I приказал написать его портрет. Гонорар Доу был выплачен 10 ноября 1821 года и 24 февраля 1822 года. Портрет поступил в Эрмитаж 7 сентября 1825 года.
В 1840-е годы в мастерской И. П. Песоцкого по рисунку с портрета была сделана литография, опубликованная в книге «Император Александр I и его сподвижники» и впоследствии неоднократно репродуцированная.